# خانات شماخی
خانات شماخی (ترکی آذربایجانی: Şamaxı xanlığı) یک دولت فئودالی و خان‌نشین در محدوده کشور جمهوری آذربایجان امروزی در سده ۱۸ میلادی بود. این خانات دارای سیستم حکومتی دیارشی (دو حاکمیتی) بود. بخشی از خانات توسط محمد حسن خان اداره می‌شد و بخش‌های دیگر توسط برادران محمد سعید و آغاسی اداره می‌شد. محمد سعید خان در سال ۱۷۶۳ خانات شماخی را متحد کرد و شهر شماخی مرکز خانات شد. در سال ۱۷۶۷، خان‌های قوبا و شکی به شماخی حمله کردند و قلمرو خانات میان آن‌ها تقسیم شد. در سال ۱۷۹۰، شیروان خان مقامات خود را بازگرداند.

## حاکمان
- حاجی محمدعلی خان ۱۷۴۷-۱۷۶۳
- محمدسعید خان، آغاسی خان ۱۷۴۸-۱۷۶۸
- مصطفی خان ۱۷۹۲-۱۸۲۰